# Albania all'Eurovision Young Dancers
L'Albania ha debuttato all'Eurovision Young Dancers nel 2015, partecipando per una sola edizione. L'ultima apparizione dell'Albania al contest risale all'edizione del 2015.

## Partecipazioni
| Anno | Rappresentante | Semifinale      | Finale |
| ---- | -------------- | --------------- | ------ |
| 2015 | Klaudio Begaj  | Non Qualificato | -      |